# Diósviszló
Diósviszló község Baranya vármegyében, a Siklósi járásban.

## Fekvése
A Villányi-hegység déli oldalán helyezkedik el, Harkánytól északnyugatra. A szomszédos települések: észak felől Szava, délkelet felől Márfa, dél felől Drávaszerdahely, délnyugat felől Rádfalva, északnyugat felől pedig Hegyszentmárton és Babarcszőlős.

### Megközelítése
Ma csak közúton érhető el, a Görcsöny-Harkány közti 5814-es úton; esetleg Rádfalva felől az 58 117-es számú mellékúton.
Hajdan érintette a Pécs–Harkány–Donji Miholjac-vasútvonal is, amit azonban 1971 nyarán megszüntettek. A vonalnak egy megállási pontja volt itt, Diósviszló vasútállomás, a községtől keletre.

## Története
Az Ormánság keleti szélén elterülő település történelme visszanyúlik az őskorba. A spontán feltárások csiszolt kőkorszaki eszközei, a szőlőművelő keltáktól származó vaskard, és a mai nap is várdombnak nevezett területen feltételezett lakóhelyük, a község belterületén feltárt két római sírhely, a földművelés alkalmával fellelt római pénzérmék, a területen áthaladó alsóbbrendű római kereskedelmi útvonal igazolja, hogy a területen már ősidők óta éltek emberek.
A mai értelemben vett állandó település – az eddigi adatok alapján – a honfoglalással hozható összefüggésbe. A honfoglaló Botond törzséhez tartozó Kán (Kaán) nemzetségét tarthatjuk a Keleti-Ormánság, így a falu ősnemzetségének.
A település neve először a 14. század elején jelent meg írásos formában, mint a Kán nemzetséghez tartozó Vyzlau formában írt nevű család birtoka. Az 1330-ban, valamint az 1332-ben keletkezett iratok szerint már állt a vár, a kegyúri templom. A kiterjedt területen 4 vízimalom működött, a domboldalon jelentős volt a szőlőművelés. Egy 1191-ben kelt irat a település déli részén fekvő Szomorfalváról tesz említést, mint a siklósi uradalom része. Ezek, valamint az egyéb adatok megerősítik, hogy a falu legkésőbb talán a honfoglalás utáni évtizedekben, vagy az 1100-as évek elején keletkezett. (Összehasonlításul: Rádfalva (Raád) 1117-ben már 200-300 lelket számláló település volt.)
Az 1300-as évek elején a falu már a környék egyik legjelentősebb települése volt. Pápai tized fizetésében Viszlót (akkori írásmóddal: Wyzlaut) csak Siklós előzte meg. Hiteles adatok igazolják, hogy a mai iskola és a parókia területén az 1300-as évek elején már állt a vár. A feltehetően várszerűen megépített nemesi udvarház romjai az 1800-as évek elején még megtalálhatók voltak. A református templom építésénél fel is használták a vármaradvány köveit. A település birtokosai közül meg kell említeni Perényi Pétert, Siklós földesurát, aki az 1500-as évek elején „bekebelezte”, saját területeihez csatolta Viszlót, kisajátítva a püspöki, kanonoki területeket. 1520-tól a történelem már nem említi külön Szomorfalvát, Kis-Puszát mint önálló településeket, pedig ott még kétszáz évig éltek emberek. Ettől az időtől számíthatjuk a településeket együttesen Viszlóként.
A 16. század első évtizedeire (1520-1530) tehető a falu reformációja is. Szomorfalván, a református hitre áttért lakosság felépítette fatalpas, vesszőből font, sárral tapasztott falú, harangtorony nélküli oratóriumát (imaházát). Ide jártak hitéletet élni Diásról, Viszlóról, Márfáról a református vallásúak. A település történelméből megemlítendő az 1607-ben keletkezett bírói pecsétnyomó, amelyet a török időkből elsőnek tartanak Baranyában. A pecsétnyomó mintái alapjául szolgáltak a későbbi évszázadok bélyegzőihez is.

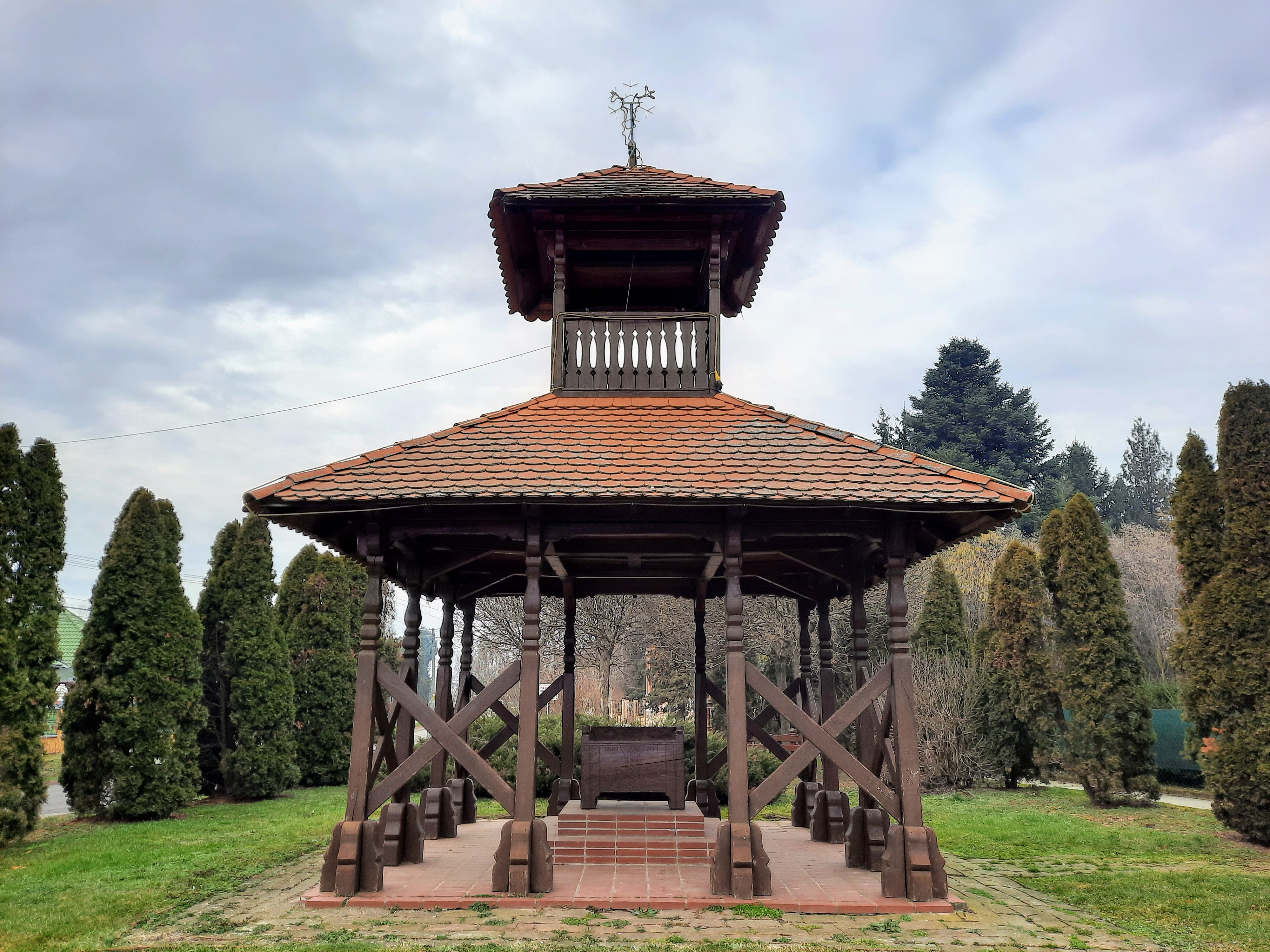
Ormánság-kapu

A falu életében jelentős változás 1730-ban történt. A vármegye parancsára Szomorfalva, Kis-Puszta, Újnép 4-6 házas településeit felköltöztették a község mai területére. A lakosság a későbbi időkben a régi településeket Ó-Viszlónak, az újat Diásnak, Diás-Viszlónak nevezte.
1751-ben ökrökkel felvontatták az oratóriumot is. (A várat, valamint a katolikus kegyúri templomot a törökök feltehetően a 16. század közepe táján rombolták le.) 1757-ben a református egyház megnyitotta az első hiteles anyakönyvet. (Az anyakönyv azóta is megvan, állapota jó.) Különlegességként megemlítendő, hogy a házassági anyakönyvekben már rögzítettek házassági, sőt eljegyzési szerződéseket.
A reformátusa egyház még abban az évben megszervezte a rendszeres, kötelező, tanrend szerinti oktatást. Az addigi kötetlen és követelmény nélküli nevelés-oktatást felváltotta az előírt tanmenet és tanterv szerinti, vizsgákkal záródó tanítást. Az iskola élén kinevezett iskolavezető, az iskolarektor állt. Munkáját a felkért és megbízott tisztségviselők ellenőrizték. A lakosság 1800-ban határozta el, hogy új, téglafalú, harangtornyos templomot épít. A vármaradványokból, közadakozásból, többségében saját munkával felépített, akkor a környék egyik legszebb templomát 1804-ben szentelték fel. A toronyba két harang került.
A falu 1852-től jogilag önálló községgé szerveződött. Önállóan és szabadon választott bírót és képviselő-testületet. A következő évtizedeket a folyamatos, korszerűsödő fejlődés jellemezte. 1870-ben évi két alkalomra vásártartási jogot szereztek. Két évvel később a község megvásárolta a Batthyány családtól a községben az utolsó nagybirtokot. A 720 holdas terület tulajdonosa a község lett. 1882-ben a községet körorvosi székhellyé nyilvánították, és 14 községet csatoltak körzetéhez. (14 évvel később az önállóságot átszervezés miatt megvonták.) 1894-ben 24 alapító taggal megalakult az Önálló Tűzoltó Egylet.
1902-ben Viszlót nagyközséggé nyilvánították. Ezzel egy időben önálló jegyzőséget hoztak létre. A nagyközségi besorolást a képviselő-testület folyamatos kérelmezésére 1937-ben visszavonták. Az évekig tartó huzavona után 1903. december 2-án hirdették ki a község új nevét. A település-részek elnevezéseiből adódóan lett az új név Diósviszló. A lakosság szellemi és kulturális fejlődését elősegítendő, 1904 novemberében az egyház megalakította a Református Olvasókört, ami 1948-ig működött.
1907-ben a község postát kapott, vele együtt kiépítették a távbeszélő-hálózatot is. A Harkány és Pécs közötti vasútvonal megépítésével, 1913-ban a falu is bekapcsolódott az országos hálózatba. 1917-ben megalakult a Diósviszló és Vidéke Hangya Fogyasztási és Értékesítési Szövetkezet. 1924-ben épült meg a Tüskés pusztát a vasútállomással összekötő, a falu főutcáján áthaladó ipari kisvasút. A vármegye 1932-ben állandó csendőrőrsöt telepített. Az őrs 1944. december 2-ig működött. 1935-ben Diósviszlót önálló, körzeti orvosi székhellyé nyilvánították.
A második világháború ténylegesen 1944. december 2-án érte el a községet. A november eleje táján a falut megszálló 40-60 fős német egységeket 2-án a délutáni órákban, tüzérségi előkészítő tűz után a támadó orosz csapatok néhány óra alatt kiszorították. A támadó főerők a községet azonnal el is hagyták, de a visszamaradó „rendfenntartó” erők csak márciusban vonultak el végleg. A hadmozdulatok a falubeliek között emberáldozatot nem követeltek, de egyes épületekben jelentős károk keletkeztek.

### Beleváry Ferenc tevékenysége
A község történetében az 1800-as évek közepén kiemelkedő szerepe volt Beleváry Ferenc református lelkésznek. Beleváry 1801-ben született Csurgón, elemi és gimnáziumi tanulmányait is ott végezte. 1816-1822 között a Debreceni Kollégium diákja volt. Tanulmányainak elvégzése után Siklósra került, ott dolgozott 3 évig, mint rektor. Lelkészi vizsgáinak letétele után Fülöpszálláson, Kiscsányban, Cegléden és Mohácson káplánkodott. 1844. április 24-én foglalta el a viszlói lelkészi állást. Személyében ismét nagy műveltségű, nagy tudású, tenni akaró és tudó lelkész került az egyház – és közvetve a község – élére, aki gondos, erőskezű, de bátorító pásztora lett a lakosságnak. Lelkészi munkája mellett jelentős energiát fordított a község fellendítésére is. Beleváry Ferenc szorgalmas, okos takarékossággal jelentősen gyarapította az egyház és a település vagyonát. A helyi teendők mellett sem feledkezett meg szülővárosáról Csurgóról. Beleváry és Nyárády János kezdeményezésére, adományaiknak felhasználásával jött létre 1869-ben a csurgói tanítóképző, amelyhez Beleváry maga 10 000 forinttal (az akkori értékben 100 kh föld árával) járult hozzá. Egyházi és világi munkájának elismerését tükrözi az a „köszönő levél” is, amelyet a már 24 éve Viszlón élő lelkésznek a Kaposvári Református Egyházmegye közgyűlése a „tisztelet és hála jeléül” 1868-ban küldött. Beleváry Ferenc nagy tervei között szerepelt egy új iskola építése is. A lelkész a tervezést és a szervezést is maga végezte. Tervei alapján és irányítása mellett 1853-ban adták át az egy tantermet, irodát és a háromszobás tanítói lakást magába foglaló épületet. 1872-ben eladó lett a község területén lévő utolsó nagybirtok, a Batthyány-Strattmann tulajdonú 720 kh földterület. A község – Beleváry kezdeményezésére – a birtokot megvásárolta. A telekkönyvbe tulajdonosként a községet jegyezték be. A közös birtoklás emlékét ma márványtábla őrzi a felső erdei erdészház homlokzatán. Beleváry Ferenc lelkész viszlói tevékenysége elévülhetetlen. Az egyházért, a faluközösségért 34 éven át fáradozó ember munkájának eredményeit még ma is őrzik azok az egyházi és községi épületek, amelyek az ő kitartó munkájának eredményeként épültek, vagy újjáépültek. Beleváry Ferenc lelkész 1878. január 15-én halt meg. A viszlói ó-temetőbe temették el, felesége mellé, az általa megnyitott, akkor új temetőbe.

## Közélete

### Polgármesterei
- 1990–1994: Ravasz Sándor (SZDSZ)[6]
- 1994–1998: Bicskei Ibolya (független)[7]
- 1998–2002: Keserűné Nagy Margit (független)[8]
- 2002–2006: Keserűné Nagy Margit (független)[9]
- 2006–2010: Keserűné Nagy Margit (független)[10]
- 2010–2014: Keserűné Nagy Margit (Fidesz-KDNP)[11]
- 2014–2019: Keserűné Nagy Margit (Fidesz-KDNP)[12]
- 2019–2024: Keserűné Nagy Margit (Fidesz-KDNP)[13]
- 2024– : Keserűné Nagy Margit (Fidesz-KDNP)[1]

## Népesség
A település népességének változása:
| Lakosok száma | 695  | 691  | 680  | 662  | 636  | 606  | 623  | 600  |
|               | 2013 | 2014 | 2015 | 2019 | 2021 | 2022 | 2023 | 2024 |

A 2011-es népszámlálás során a lakosok 92,5%-a magyarnak, 13,9% cigánynak, 0,9% horvátnak, 1,6% németnek, 0,4% szerbnek mondta magát (7,5% nem nyilatkozott; a kettős identitások miatt a végösszeg nagyobb lehet 100%-nál). A vallási megoszlás a következő volt: római katolikus 46,7%, református 23,4%, görög katolikus 0,4%, felekezeten kívüli 15% (13,9% nem nyilatkozott).
2022-ben a lakosság 88,6%-a vallotta magát magyarnak, 28,9% cigánynak, 0,8% németnek, 0,8% horvátnak, 1,3% egyéb, nem hazai nemzetiségűnek (7,3% nem nyilatkozott; a kettős identitások miatt a végösszeg nagyobb lehet 100%-nál). Vallásuk szerint 35,5% volt római katolikus, 16% református, 1,5% görög katolikus, 3,3% egyéb katolikus, 7,6% felekezeten kívüli (35,8% nem válaszolt).

## Nevezetességei

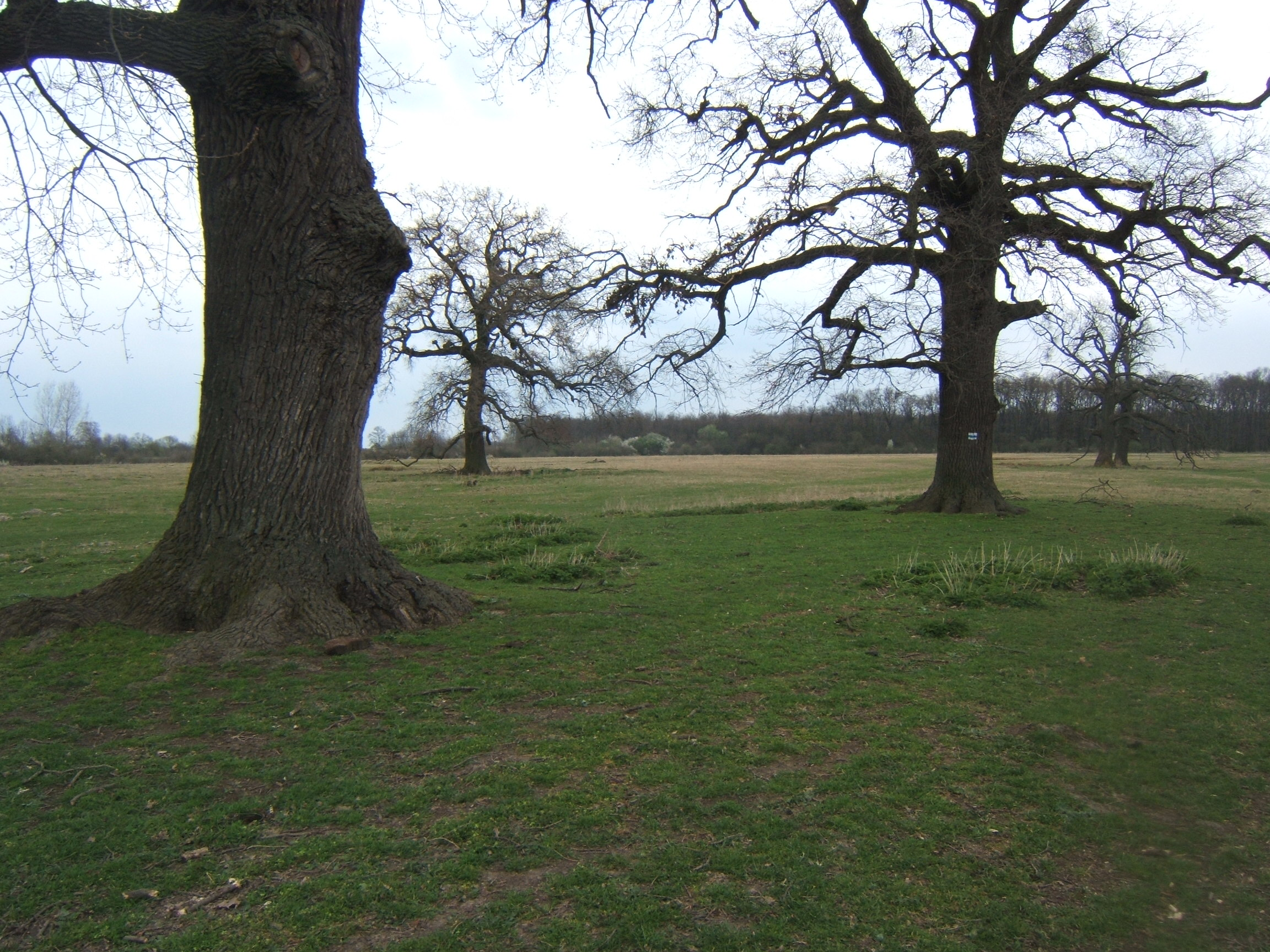
A hagyásfás legelő

- Ormánság-kapu (Szatyor Győző alkotása)
- 221 éves református templom[16]
- Első világháborús emlékmű
- Közösségi ház, falutörténeti gyűjtemény
- 20. század elejéről származó kovácsoltvas kerítések, nagykapuk
- Hagyásfás legelő